# Paphiopedilum tigrinum
Paphiopedilum tigrinum är en orkidéart som beskrevs av Harold Koopowitz och N.Haseg. Paphiopedilum tigrinum ingår i släktet Paphiopedilum och familjen orkidéer. IUCN kategoriserar arten globalt som akut hotad. Inga underarter finns listade i Catalogue of Life.